# 阿尔芒蒂耶尔
阿尔芒蒂耶尔（法語：Armentières，法語發音：[aʁmɑ̃tjɛʁ]），法国北部城市，上法兰西大区北部省的一个市镇，隶属于里尔区，同事也是里尔欧洲都会区的组成部分，其市镇面积为6.28平方公里，2022年1月1日时人口数量为26,107人，在法国城市中排名第357位。
阿尔芒蒂耶尔位于北部省中部，利斯河畔，其北侧与比利时接壤，是一个区域性的中心城市，里尔—莱丰蒂内特铁路和多条公路在此交汇。

## 地名来源
“Armentières”一名最初可能以“Armentarium”的形式被记载，该名称的来源及含义均尚有待考证。
阿尔芒蒂耶尔所处的法国韦斯特胡克地区历史上曾通用法国弗拉芒语，“Armentières”在一些荷兰语文献中被标记为“Armentier”。

## 历史

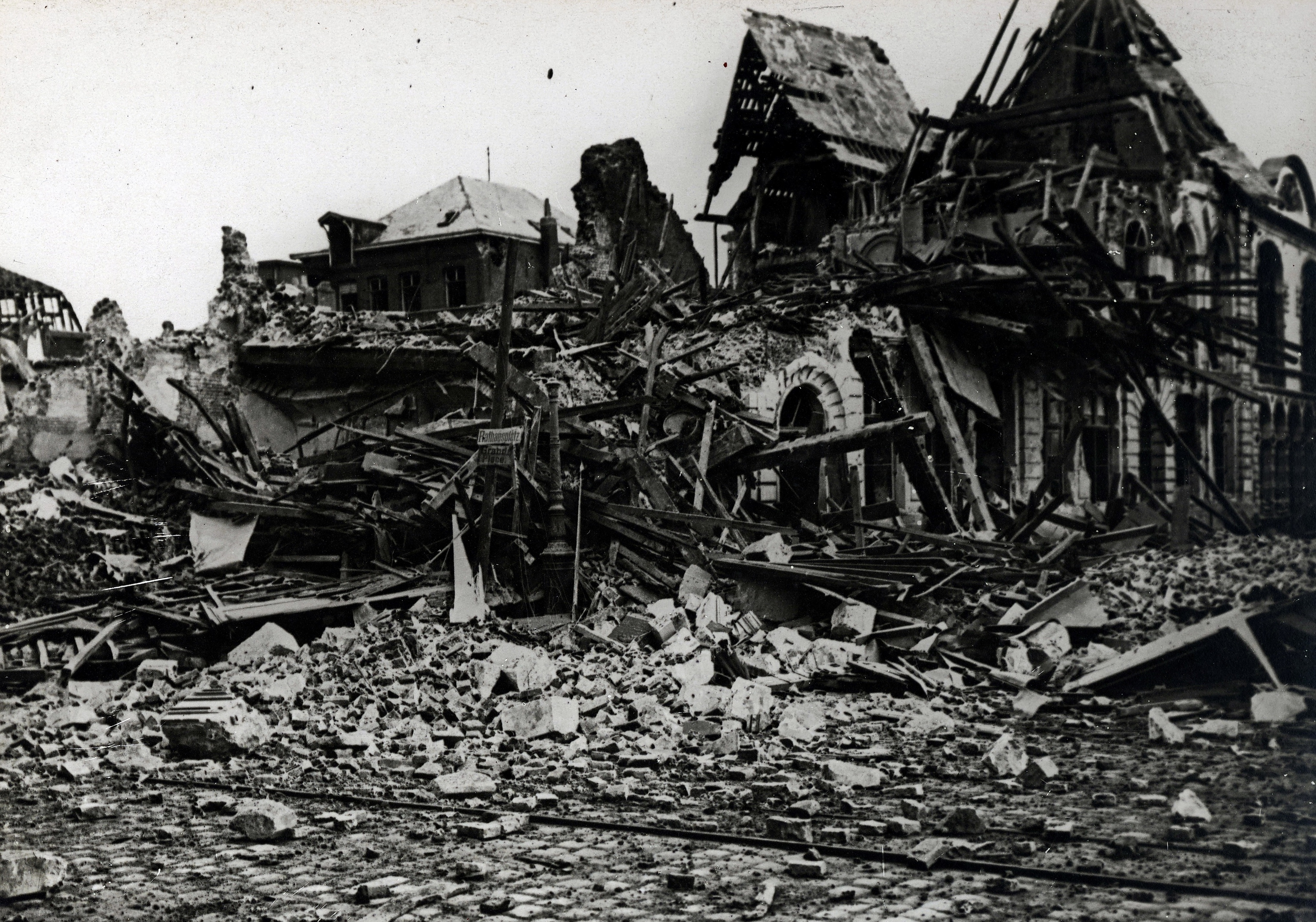
一战中被炸毁的阿尔芒蒂耶尔市政厅

阿尔芒蒂耶尔的早期历史尚不清楚，该地可能在古典时期就已形成聚落，并得益于利斯河水运而成为一个商业集镇。公元10世纪时，阿尔芒蒂耶尔境内出现了防御城堡和一处修道院。英法百年战争期间，阿尔芒蒂耶尔遭到严重破坏，当地多处建筑物被烧毁。中世纪末，阿尔芒蒂耶尔先后成为勃艮第王国、西属尼德兰及南尼德兰的一部分。遗产战争结束后，根据《1668年亚琛条约》，阿尔芒蒂耶尔被路易十四获得。17世纪末，阿尔芒蒂耶尔境内出现了首家啤酒厂。法国大革命后，阿尔芒蒂耶尔成为北部省的一个市镇。1820年，拉沙佩勒-达尔芒蒂耶尔从阿尔芒蒂耶尔分离而出成为独立市镇。19世纪时，阿尔芒蒂耶尔境内开始出现纺织作坊，并随着工业革命的发展而获得机械化生产，阿尔芒蒂耶尔由此被称为“丝城”（Cité de la Toile）。此外法国北部啤酒商莫特家族在阿尔芒蒂耶尔兴建了莫特-科尔多尼耶啤酒厂（brasserie Motte-Cordonnier），后者亦成为当地重要的工业部门。第一次世界大战期间，阿尔芒蒂耶尔一度被德意志帝国军队占领，英国远征军于1914年10月在此发动阿尔芒蒂耶尔战役，致使阿尔芒蒂耶尔近百名居民身亡，当地755处建筑垮塌。阿尔芒蒂耶尔在1917年8月再次遭到空袭，当地的市政厅、钟楼等建筑则于1918年被当地的德意志士兵再度破坏。战后，阿尔芒蒂耶尔逐步得到复建。第二次世界大战期间，阿尔芒蒂耶尔被纳粹德军占领，其控制下的阿尔芒蒂耶尔火车站枢纽在1944年6月22日的联军行动中被炸毁。20世纪70年代，受到经济危机的影响，阿尔芒蒂耶尔的纺织业开始衰落，莫特-科尔多尼耶啤酒厂被时代啤酒收购，其阿尔芒蒂耶尔于1993年关闭。

## 地理

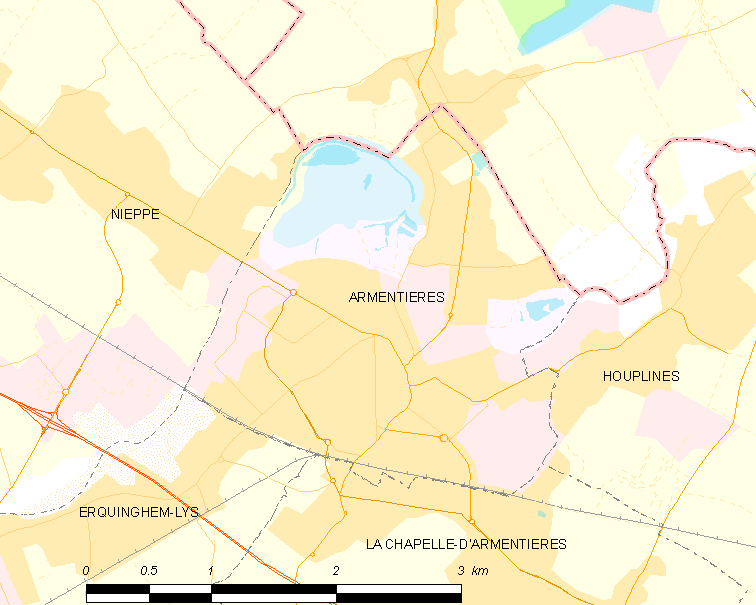
阿尔芒蒂耶尔市镇范围地图

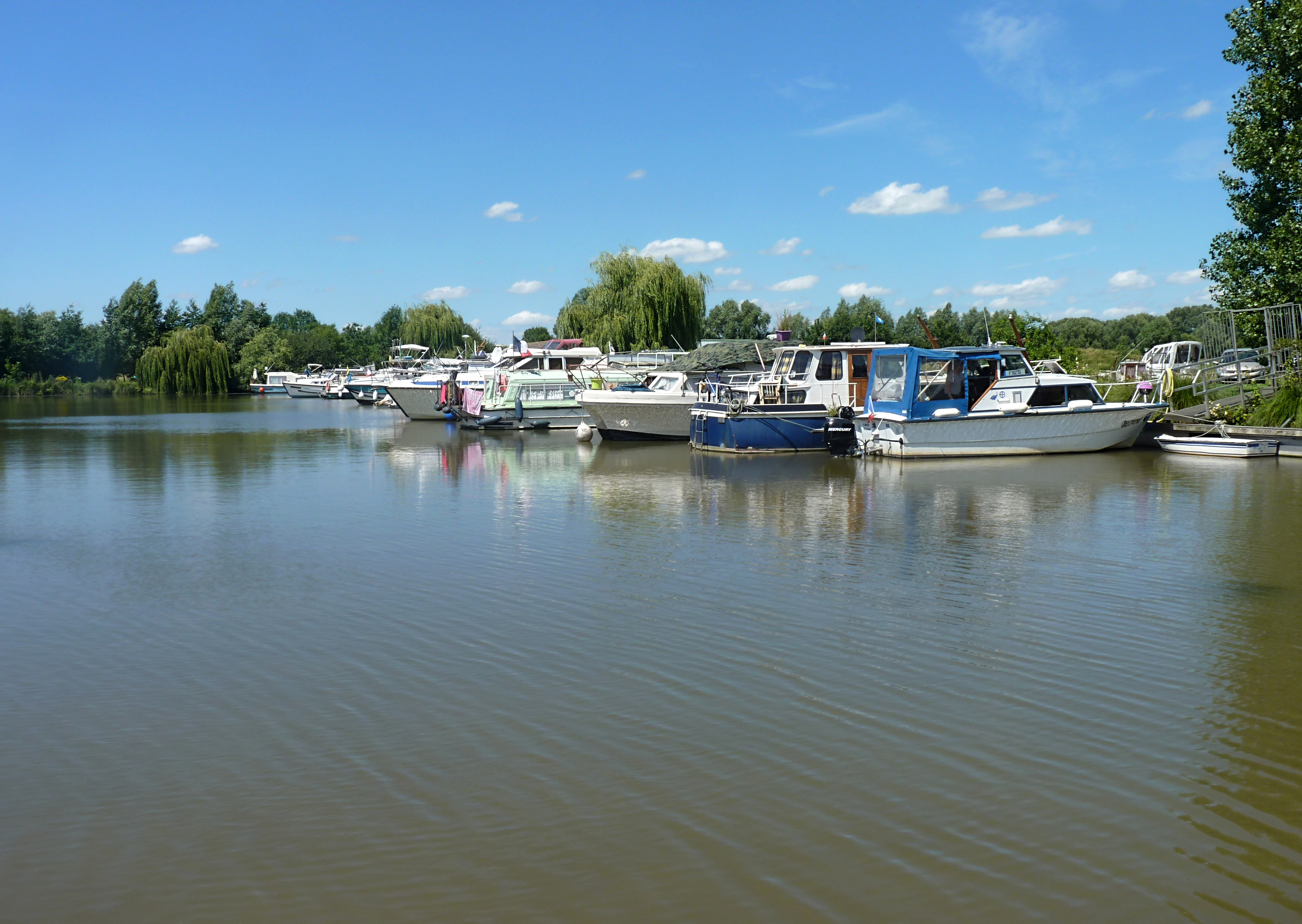
埃姆草地湖

阿尔芒蒂耶尔位于法国北部，上法兰西大区北部和北部省中西部，距离省会里尔大约17公里。与阿尔芒蒂耶尔接壤的市镇包括：涅普、埃尔坎盖姆利斯、乌普利讷和拉沙佩勒-达尔芒蒂耶尔。

### 地形
阿尔芒蒂耶尔位于法国北部-加来海峡平原腹地，境内以平原为主，市镇中心地势较为平坦，全境海拔在11到20米之间。

### 水文
利斯河自西南向东北流经阿尔芒蒂耶尔，原有和河道呈“n”字形环绕市区北侧，人工渠化改造后被裁弯取直，新河道从镇中心穿过。此外市区北部还有埃姆草地湖（Lac de Prés du Hem）。

### 植被
阿尔芒蒂耶尔属于温带阔叶混交林区，林地主要分布于河流附近。
在鲜花城市的评比中，阿尔芒蒂耶尔被评为3星级鲜花城市。

### 气候
阿尔芒蒂耶尔在柯本气候分类法中属于温带海洋性气候（Cfb）。
距离阿尔芒蒂耶尔最近的常年气象站位于里尔机场，以下为该气象站的数据：
| 里尔机场 1973年－2023年 | 里尔机场 1973年－2023年 | 里尔机场 1973年－2023年 | 里尔机场 1973年－2023年 | 里尔机场 1973年－2023年 | 里尔机场 1973年－2023年 | 里尔机场 1973年－2023年 | 里尔机场 1973年－2023年 | 里尔机场 1973年－2023年 | 里尔机场 1973年－2023年 | 里尔机场 1973年－2023年 | 里尔机场 1973年－2023年 | 里尔机场 1973年－2023年 | 里尔机场 1973年－2023年 |
| 月份                    | 1月                     | 2月                     | 3月                     | 4月                     | 5月                     | 6月                     | 7月                     | 8月                     | 9月                     | 10月                    | 11月                    | 12月                    | 全年                    |
| ----------------------- | ----------------------- | ----------------------- | ----------------------- | ----------------------- | ----------------------- | ----------------------- | ----------------------- | ----------------------- | ----------------------- | ----------------------- | ----------------------- | ----------------------- | ----------------------- |
| 历史最高温 °C（°F）     | 15.2 (59.4)             | 19 (66)                 | 24.8 (76.6)             | 27.9 (82.2)             | 31.7 (89.1)             | 34.8 (94.6)             | 41.5 (106.7)            | 37.1 (98.8)             | 35.1 (95.2)             | 27.8 (82.0)             | 20.3 (68.5)             | 16.1 (61.0)             | 41.5 (106.7)            |
| 平均高温 °C（°F）       | 6 (43)                  | 6.9 (44.4)              | 10.6 (51.1)             | 14.1 (57.4)             | 17.9 (64.2)             | 20.6 (69.1)             | 23.3 (73.9)             | 23.3 (73.9)             | 19.7 (67.5)             | 15.2 (59.4)             | 9.8 (49.6)              | 6.4 (43.5)              | 14.5 (58.1)             |
| 日均气温 °C（°F）       | 3.6 (38.5)              | 4.1 (39.4)              | 7.1 (44.8)              | 9.7 (49.5)              | 13.4 (56.1)             | 16.2 (61.2)             | 18.6 (65.5)             | 18.4 (65.1)             | 15.4 (59.7)             | 11.6 (52.9)             | 7.1 (44.8)              | 4.2 (39.6)              | 10.8 (51.4)             |
| 平均低温 °C（°F）       | 1.2 (34.2)              | 1.3 (34.3)              | 3.6 (38.5)              | 5.4 (41.7)              | 8.9 (48.0)              | 11.7 (53.1)             | 13.8 (56.8)             | 13.6 (56.5)             | 11.2 (52.2)             | 8.1 (46.6)              | 4.4 (39.9)              | 1.9 (35.4)              | 7.1 (44.8)              |
| 历史最低温 °C（°F）     | −19.5 (−3.1)            | −17.8 (0.0)             | −10.5 (13.1)            | −4.7 (23.5)             | −2.3 (27.9)             | 0 (32)                  | 3.4 (38.1)              | 3.9 (39.0)              | 1 (34)                  | −4.4 (24.1)             | −7.8 (18.0)             | −17.3 (0.9)             | −19.5 (−3.1)            |
| 平均降水量 mm（）       | 60.5 (2.38)             | 47.4 (1.87)             | 58.3 (2.30)             | 50.7 (2.00)             | 64 (2.5)                | 64.6 (2.54)             | 68.5 (2.70)             | 62.8 (2.47)             | 61.6 (2.43)             | 66.2 (2.61)             | 70.1 (2.76)             | 67.8 (2.67)             | 742.5 (29.23)           |
| 月均日照時數            | 65.5                    | 70.7                    | 121.1                   | 172.2                   | 193.9                   | 206                     | 211.3                   | 199.5                   | 151.9                   | 114.4                   | 61.4                    | 49.6                    | 1,617.5                 |
| 来源：infoclimat.fr     |                         |                         |                         |                         |                         |                         |                         |                         |                         |                         |                         |                         |                         |

## 行政区划
阿尔芒蒂耶尔的市镇编号为59017，邮政编号为59280。
在行政管理方面，阿尔芒蒂耶尔隶属于法国上法兰西大区北部省里尔区；在地方选举方面，阿尔芒蒂耶尔是阿尔芒蒂耶尔县的中央投票站所在地，其市镇范围全境被划入北部省第十一选区；在社会管理方面，阿尔芒蒂耶尔是里尔欧洲都会区的组成部分。
阿尔芒蒂耶尔市镇被划为四个街区，并实行街区自治制度。截至2023年11月，阿尔芒蒂耶尔的阿塔尔热特-尚济（Attargette - Chanzy）和比泽-布里凯特里（Bizet - Briquetterie）两个街区为城市政策优先街区。
法国国家统计与经济研究所（简称）在进行数据统计时，将阿尔芒蒂耶尔及相邻的另外9个市镇设为阿尔芒蒂耶尔城市核心区及阿尔芒蒂耶尔城市区。自2020年起，阿尔芒蒂耶尔城市区被包含201个市镇的里尔城市辐射区代替。此外，还将阿尔芒蒂耶尔市镇分为了12个“块区”（IRIS），以便于统计人口分布情况。

## 交通

### 公路
北部省省道D22a线和D933线在阿尔芒蒂耶尔境内交汇。上法兰西大区下属的北部省城际客运908线、909线、911线和913线经停阿尔芒蒂耶尔，可通往梅维尔、戈德瓦尔斯费尔德、维讷泽勒等地。
| 8 | 4.8 |

| 里尔 | 23 |

| 巴约勒 | 15 |

| 拉戈尔格 | 17 |

2020年，67.5%的阿尔芒蒂耶尔家庭拥有至少一辆私人汽车。2021年，阿尔芒蒂耶尔境内共发生各类交通事故13起，造成18人受伤，其中9人重伤。

### 铁路

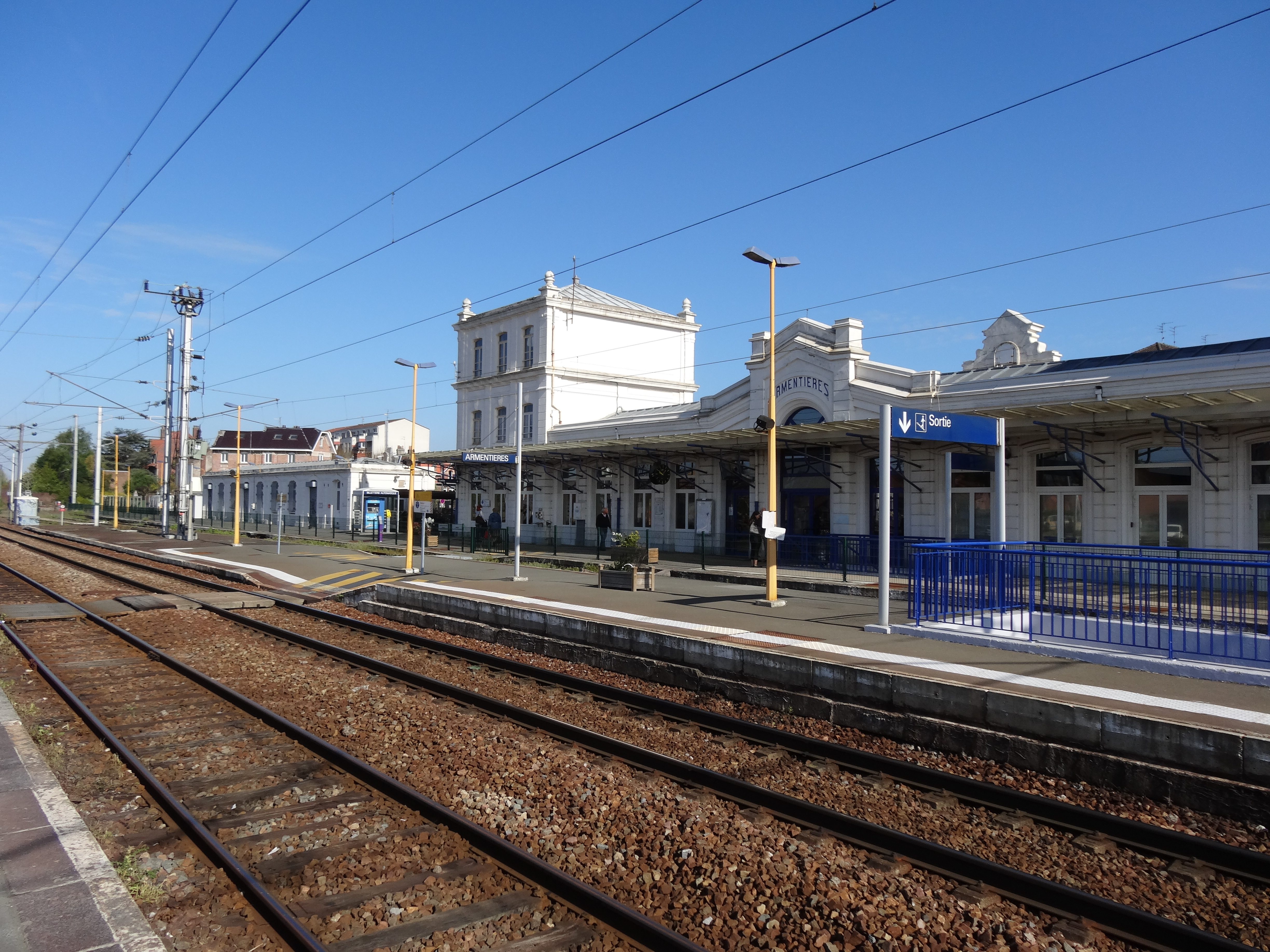
阿尔芒蒂耶尔火车站的站台和股道

阿尔芒蒂耶尔位于里尔－莱丰蒂内特铁路、阿尔芒蒂耶尔－阿尔克铁路和瓦夫兰－阿尔芒蒂耶尔铁路的交汇处。阿尔芒蒂耶尔站位于市区南部，停靠往返于里尔和敦刻尔克一线的以及里尔和加来一线的区域列车

### 航空
距离阿尔芒蒂耶尔最近的民用航空站为29公里外的里尔机场。

### 城市公共交通
阿尔芒蒂耶尔是里尔都会公共交通（商业名称为）的服务范围。截至2023年11月，该系统共包括两条地铁、两条有轨电车线路和数十条公交线路，其中公交L99线、65路、80路、81路、82路、236路和CITA线经过阿尔芒蒂耶尔市区。

## 政治

### 市政内阁

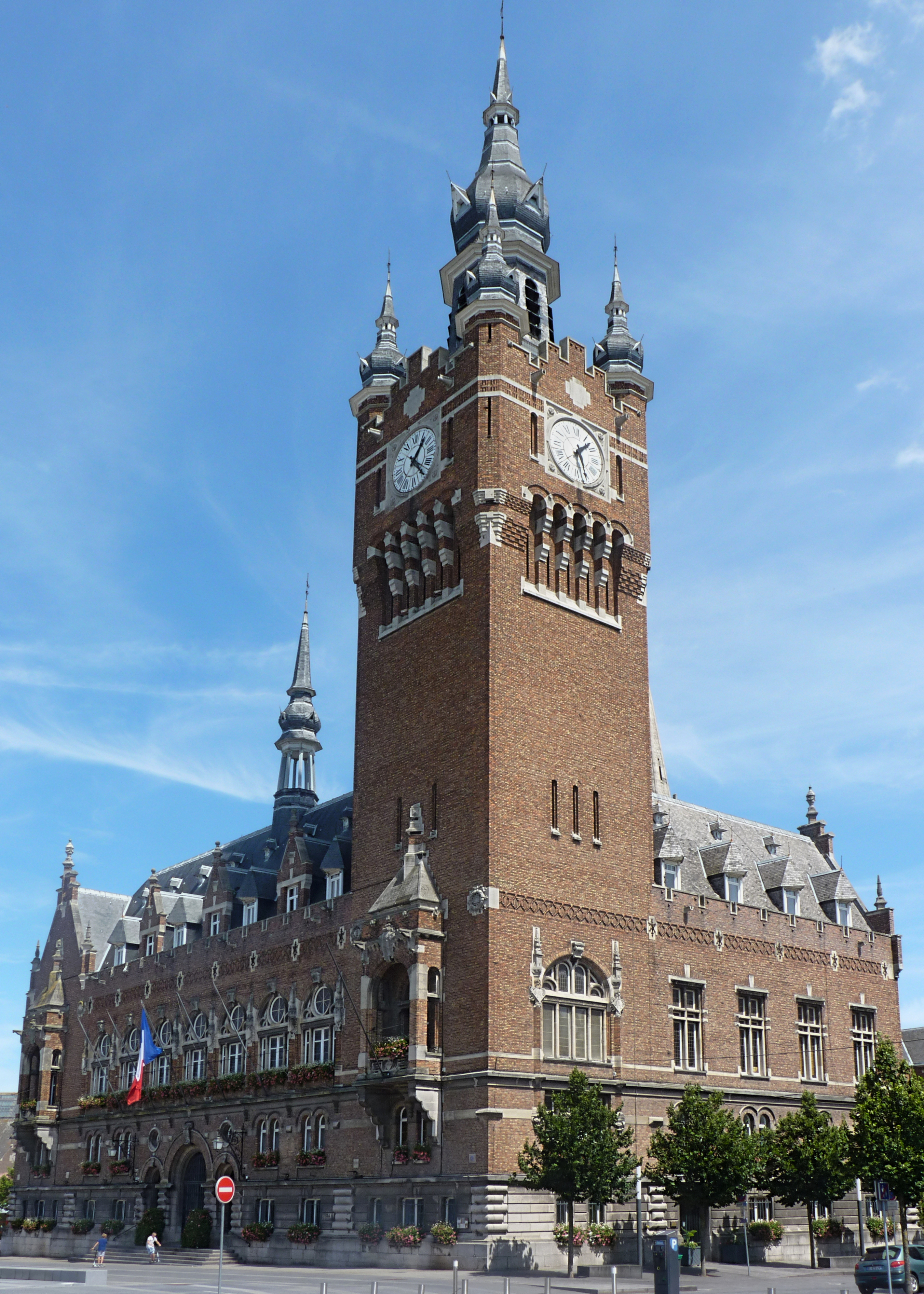
阿尔芒蒂耶尔市政厅

阿尔芒蒂耶尔的现任市长为贝尔纳·阿瑟布鲁克先生（Bernard HAESEBROECK），他是左翼联盟的一名成员，在2020年的市政选举中获得了51.84%的支持率。
| 阿尔芒蒂耶尔历届市长 | 阿尔芒蒂耶尔历届市长                  | 阿尔芒蒂耶尔历届市长 |
| 任期                 | 市长                                  | 党派                 |
| -------------------- | ------------------------------------- | -------------------- |
| 1944年－1955年       | Georges VANKEMMEL 乔治·范凯默尔       | SFIO工人国际法国支部 |
| 1955年－1956年       | Gustave DURIEZ 古斯塔夫·迪里耶        | SFIO工人国际法国支部 |
| 1956年－1959年       | Jean PICHON 让·皮雄                   | SFIO工人国际法国支部 |
| 1959年－1999年       | Gérard HAESEBROECK 热拉尔·阿瑟布鲁克  | PS社会党             |
| 1999年－2008年       | Claude HUJEUX 克洛德·于热             | PS社会党             |
| 2008年－             | Bernard HAESEBROECK 贝尔纳·阿瑟布鲁克 | PS社会党 →UG左翼联盟 |

### 各级选举
| 阿尔芒蒂耶尔历届投票选举结果 | 阿尔芒蒂耶尔历届投票选举结果 | 阿尔芒蒂耶尔历届投票选举结果 | 阿尔芒蒂耶尔历届投票选举结果    | 阿尔芒蒂耶尔历届投票选举结果 | 阿尔芒蒂耶尔历届投票选举结果 | 阿尔芒蒂耶尔历届投票选举结果    | 阿尔芒蒂耶尔历届投票选举结果 | 阿尔芒蒂耶尔历届投票选举结果 | 阿尔芒蒂耶尔历届投票选举结果 |
| 选举项目                     | 选举范围                     | 选区单位                     | 选区单位内的选举结果            | 选区单位内的选举结果         | 选区单位内的选举结果         | 选区单位内的选举结果            | 选区单位内的选举结果         | 选区单位内的选举结果         | 参考资料                     |
| 选举项目                     | 选举范围                     | 选区单位                     | 第一轮胜出者                    | 第一轮胜出者                 | 支持率                       | 第二轮胜出者                    | 第二轮胜出者                 | 支持率                       | 参考资料                     |
| ---------------------------- | ---------------------------- | ---------------------------- | ------------------------------- | ---------------------------- | ---------------------------- | ------------------------------- | ---------------------------- | ---------------------------- | ---------------------------- |
| 2017年法國總統選舉           | 法國                         | 市镇                         |                                 | 玛丽娜·勒庞                  | 29.03%                       |                                 | 埃马纽埃尔·马克龙            | 56.77%                       | [ 29 ]                       |
| 2017年法国立法选举           | 北部省第十一选区             | 市镇                         |                                 | 洛朗·彼特拉谢夫斯基          | 25.26%                       |                                 | 洛朗·彼特拉谢夫斯基          | 59.64%                       | [ 29 ]                       |
| 2019年欧洲议会选举           | 法國                         | 市镇                         |                                 | 若尔丹·巴尔代拉              | 29.82%                       | （不适用）                      | （不适用）                   | （不适用）                   | [ 31 ]                       |
| 2021年法国省级选举           |                              | 县                           |                                 | 茜尔维·德尔吕 米歇尔·普卢伊  | 34.7%                        |                                 | 茜尔维·德尔吕 米歇尔·普卢伊  | 59.19%                       | [ 32 ]                       |
| 2021年法国省级选举           | 市镇                         |                              | 贝尔纳·阿瑟布鲁克 卡里娜·特罗坦 | 48.03%                       |                              | 贝尔纳·阿瑟布鲁克 卡里娜·特罗坦 | 56.23%                       |                              | [ 32 ]                       |
| 2021年法国大区选举           | 上法蘭西大區                 | 市镇                         |                                 | 格扎维埃·贝特朗              | 30.49%                       |                                 | 格扎维埃·贝特朗              | 42.31%                       | [ 33 ]                       |
| 2022年法国总统选举           | 法國                         | 市镇                         |                                 | 玛丽娜·勒庞                  | 28.87%                       |                                 | 埃马纽埃尔·马克龙            | 51.21%                       | [ 29 ]                       |
| 2022年法国立法选举           | 北部省第十一选区             | 市镇                         |                                 | 罗歇·维科                    | 32.28%                       |                                 | 罗歇·维科                    | 63.36%                       | [ 29 ]                       |

## 人口
2020年，阿尔芒蒂耶尔市镇人口数量为25,225，在法国排名第357位。其中男性12,206人，女性13,019人，75岁及以上人口占7.1%，出生于法国以外的居民数量为2,032人，人口密度为4,017人/平方公里，当地居民被称为（男性）或（女性）。2021年，阿尔芒蒂耶尔境内出生359人，死亡人口231人。
| 阿尔芒蒂耶尔1901年－2020年人口变化情况 |
|                                        |
| 数据来源：Cassini、INSEE               |

## 经济

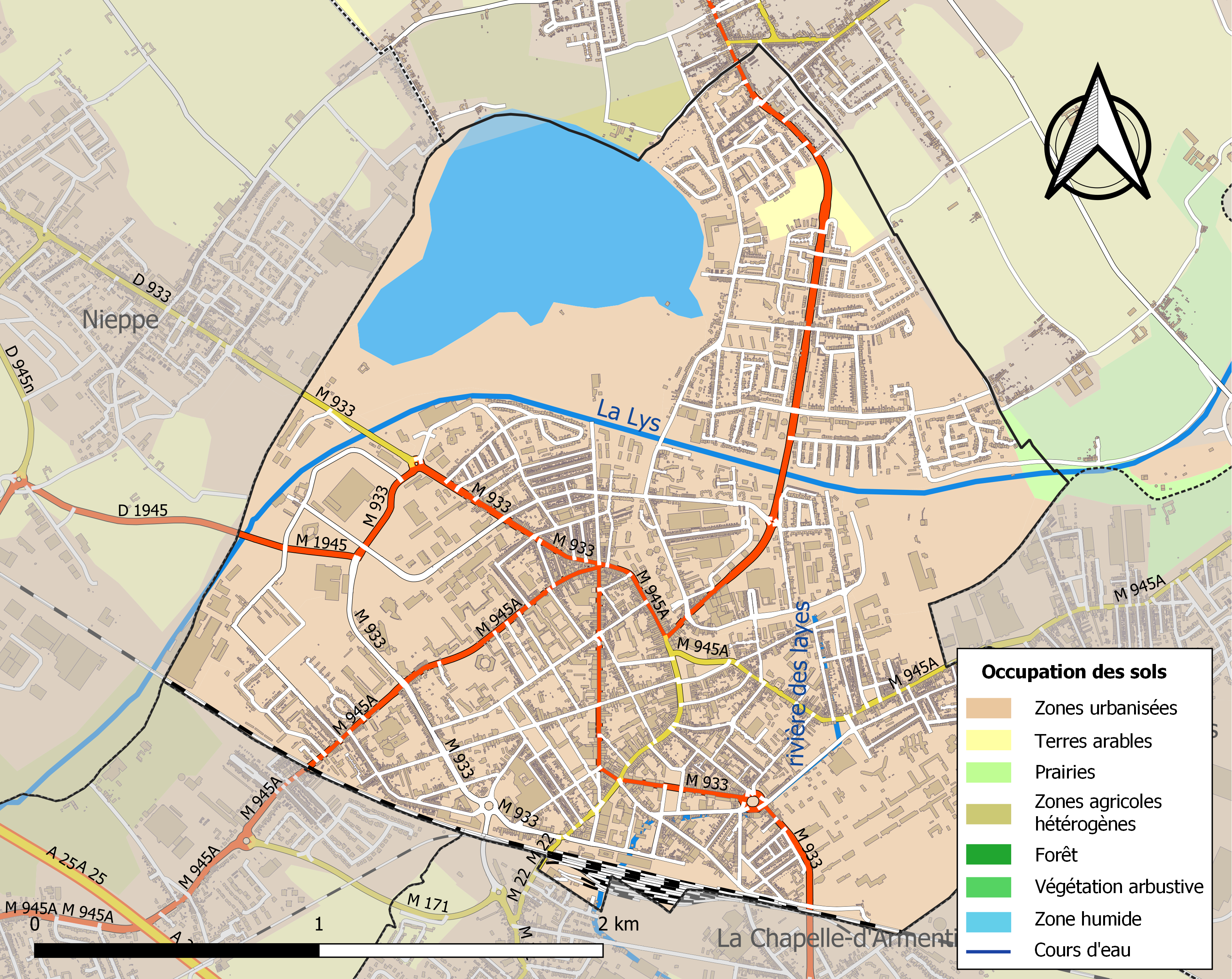
阿尔芒蒂耶尔土地利用情况地图

阿尔芒蒂耶尔是一个区域性的中心城市，也是里尔的一个卫星城。截至2023年11月，阿尔芒蒂耶尔市镇范围内共有各类用人单位（包含自雇）2,801家，平均历史为15年，其中98.73%为中小型企业（PME），2023年9月至11月间，当地的经济活力指数为0.14%。（造船）、（造纸设备）及（门锁）是当地2021年营业额最高的三个企业，分别为53,665,379欧元、21,571,631欧元和15,766,420欧元。

## 财政与居民收入
2021年，阿尔芒蒂耶尔的财政收入总额为32,751,400欧元，财政支出总额为29,990,300欧元，当年的债务总额为16,627,200欧元。2021年，阿尔芒蒂耶尔市镇通过增值税获得469,010欧元的收入，此外当地还共获得了62,360欧元的国家直接财政补助。
2019年，阿尔芒蒂耶尔的人均月收入总额为1,959欧元，其中高级职员为3,524欧元，低于法国平均水平（4,230欧元）；中级职员为2,165欧元，低于法国平均水平（2,411欧元）；普通职员为1,645欧元，亦低于法国平均水平（1,740欧元）。
2020年，阿尔芒蒂耶尔境内的贫困率为24%，青壮年（15至64岁）失业率为18.4%；2022年，当地32.5%的家庭拥有纳税资格，平均纳税2,296欧元，低于法国平均水平（4,393欧元）。

## 社会事务

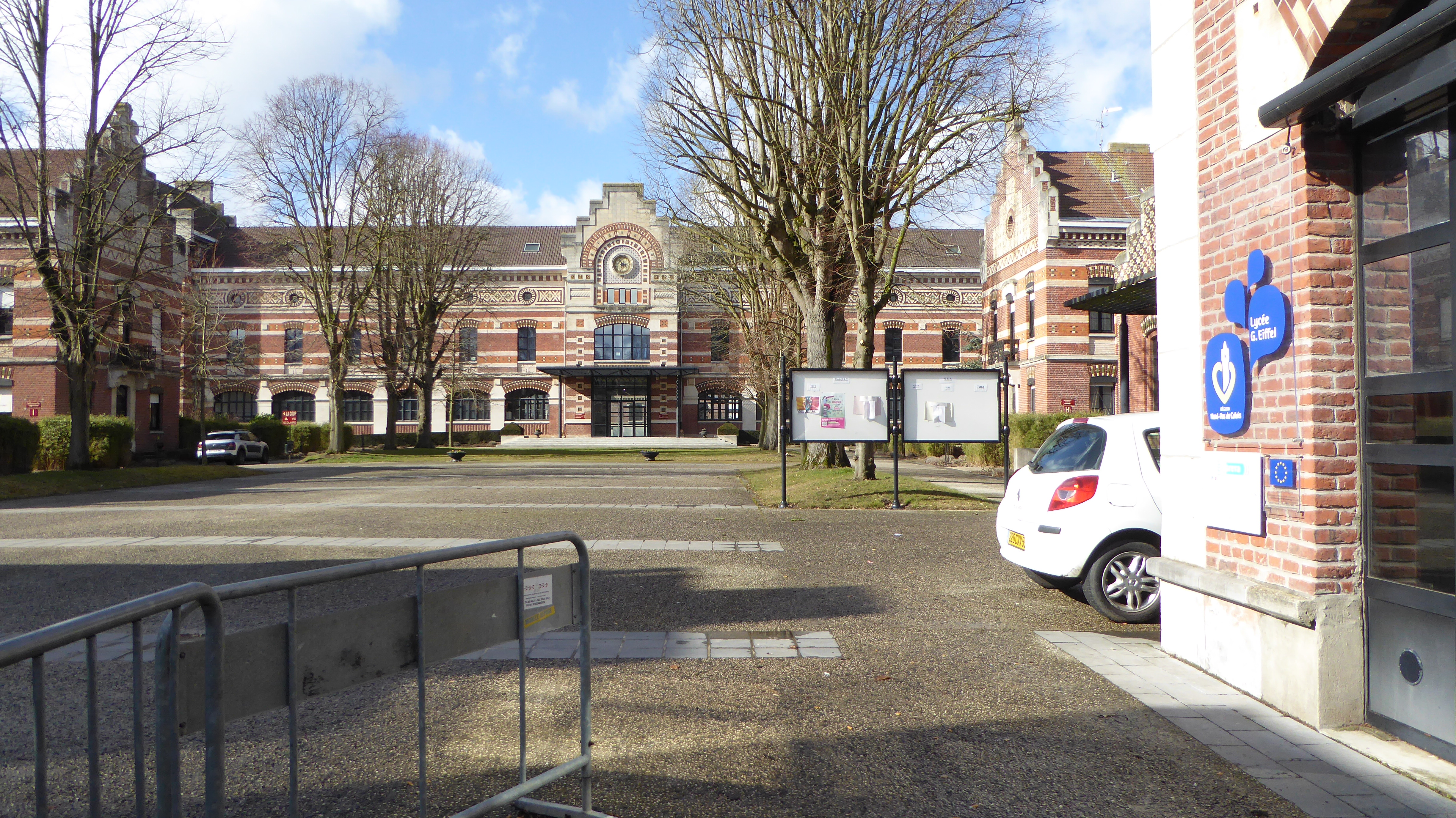
阿尔芒蒂耶尔的一所高级中学

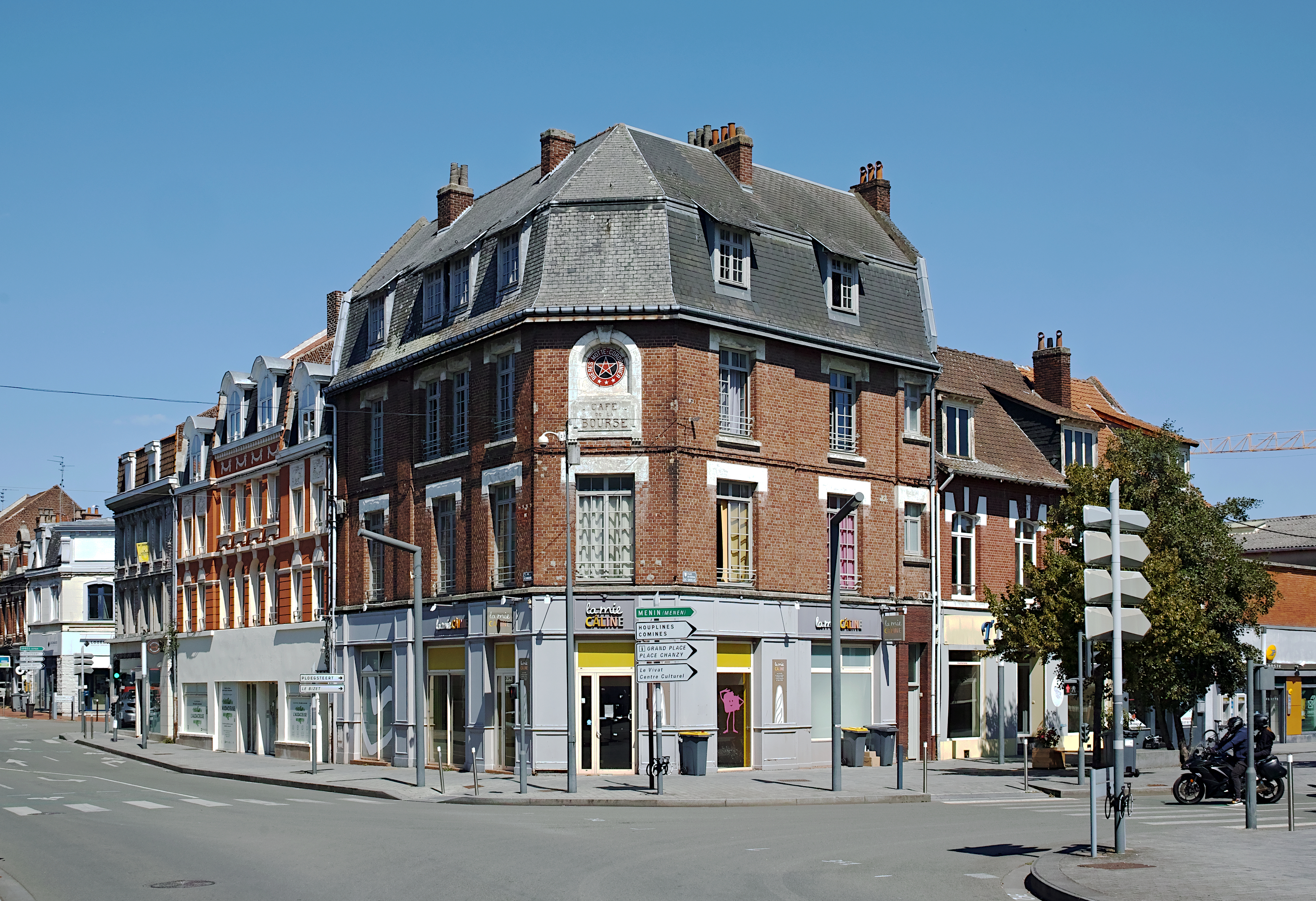
敦刻尔克街口

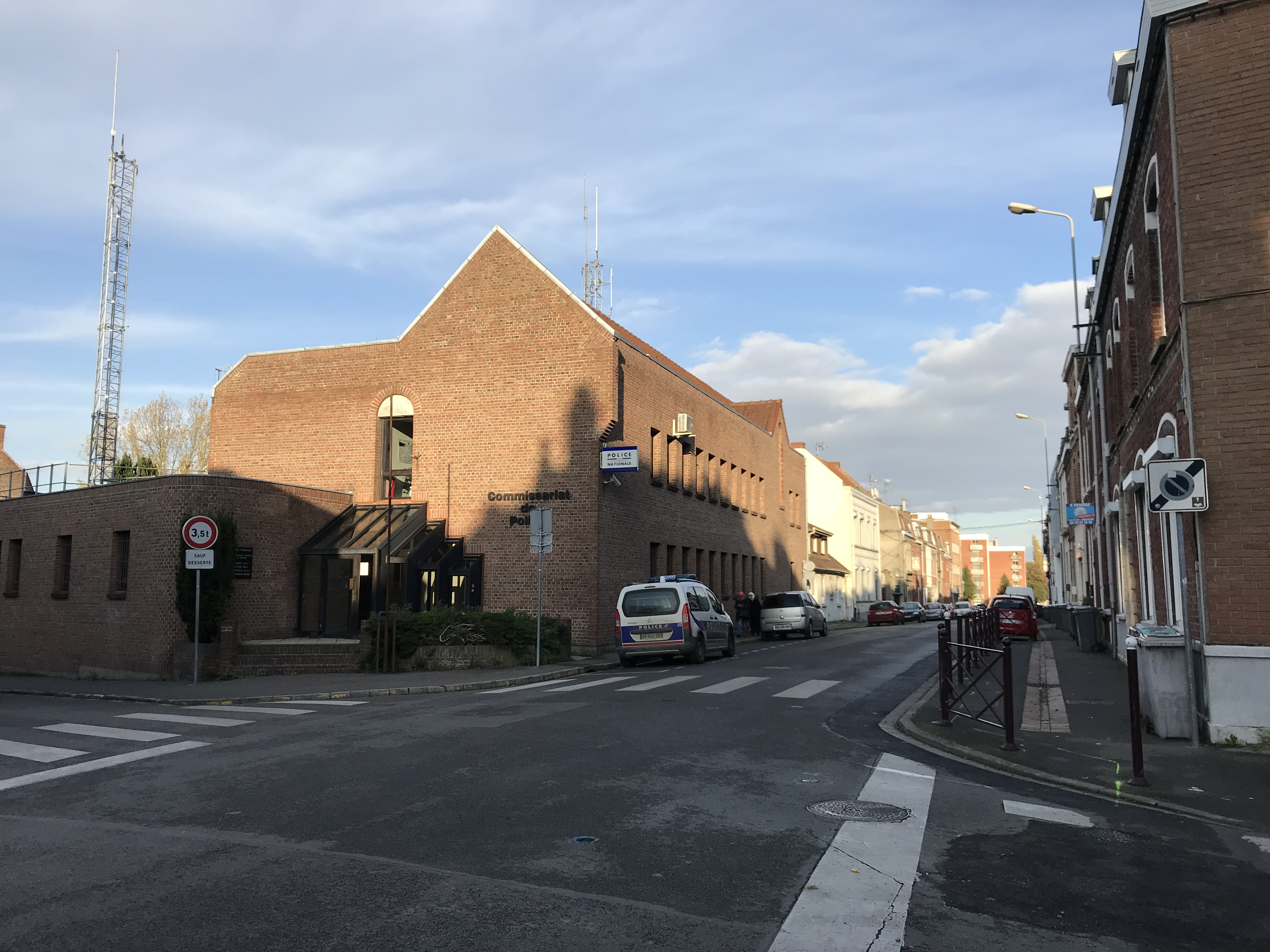
派出所

### 教育
阿尔芒蒂耶尔属于里尔学区。截至2021年1月1日，阿尔芒蒂耶尔境内共有5所幼儿园、9所小学、4所初级中学、4所普通高中和1所职业高中。2021至2022学年度，阿尔芒蒂耶尔境内共有在校中等教育阶段学生6,312名。
在高等教育方面，阿尔芒蒂耶尔境内有一所卫生学校。

### 医疗
截至2021年1月1日，阿尔芒蒂耶尔境内共有全科医生34名、保健师34名、牙医19名、护士36名、耳科医生3名、眼科医生4名、助产士3名和妇科医生3名。境内共有药房10家、养老院2家、残疾人帮扶中心10家。
里尔大学中心医院是法国的一个区域性医疗机构及大学教学医院，该系统共包括12个医院，总床位数达3,202，是上法兰西大区规模最大的公立综合性医院，其主病区位于里尔市区西南部，距离阿尔芒蒂耶尔市区的正常车程大约20分钟。

### 住房
2020年，阿尔芒蒂耶尔境内共有各类住房12,567套，其中55.9%为独立式居民区，43.8%为集中式居民区。常住房屋占阿尔芒蒂耶尔市镇范围内居民建筑总量的89.3%。
在住房保障政策方面，2022年，阿尔芒蒂耶尔境内共有3,607户家庭获得了住房经济补助，受益人数占总人口数量的15.7%，其中3,460份为房租补助。

### 商业
2021年，阿尔芒蒂耶尔境内共有各类实体商铺393家，其中餐厅68家、大型超市7家、杂货店11家、面包房15家、肉铺7家、书店2家、装饰品店1家、银行门店9家、美容美发店34家、汽车维修店15家。阿尔芒蒂耶尔镇中心建有家乐福、Match和Lidl超市。

### 体育
2021年，阿尔芒蒂耶尔境内共有1家游泳池、5间体育馆、1座综合体育场、3处网球场、5处足球或橄榄球场以及4处篮球或排球场。
截至2023年11月，阿尔芒蒂耶尔境内共有6家注册足球俱乐部。阿尔芒蒂耶尔体育青年（编号500305）是当地的代表性足球队，成立于1911年，其主队2023至2024赛季参加北部省足球联赛甲组（法国第九级别），其主场为莱奥·拉格朗日球场（Stade Léo Lagrange）。

### 环境
阿尔芒蒂耶尔的环境事务由其所属的里尔欧洲都会区联合各级政府协调负责。2021年，阿尔芒蒂耶尔境内共有2家污染企业。

### 治安
2021年，阿尔芒蒂耶尔市镇范围内共有1处派出所。
阿尔芒蒂耶尔及其附近的共54个市镇是里尔警区（zone police de Lille）的管辖范围。2020年，该警区累计记录各类案件47,498起，其中盗窃类案件29,042起，经济类案件4,904起，毒品交易类案件3,074起。

## 文化
2021年，阿尔芒蒂耶尔境内共有1家剧场和1家电影院。阿尔芒蒂耶尔境内建有阿尔巴特罗斯多媒体中心（Médiathèque l'Albatros），每周二、三、五、六、日向公众开放。

### 建筑
阿尔芒蒂耶尔境内有多处历史建筑，其中市政厅-钟楼、莫特-科尔多尼耶啤酒厂旧址等为法国国家文物保护单位，圣心圣母教堂（Église Notre-Dame-du-Sacré-Cœur d'Armentières）亦是当地的地标性建筑物。

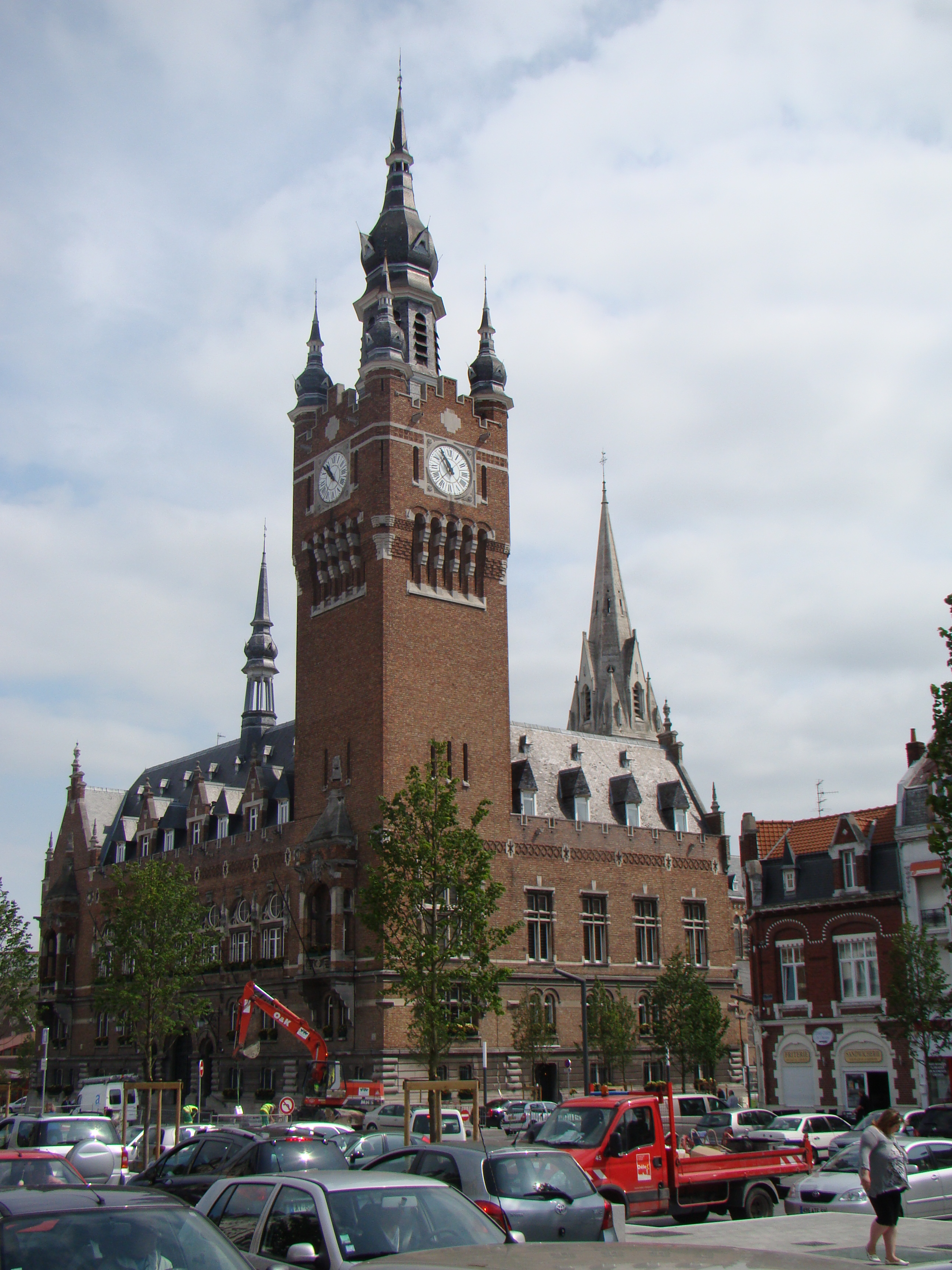
市政厅-钟楼（法语：Beffroi d'Armentières）
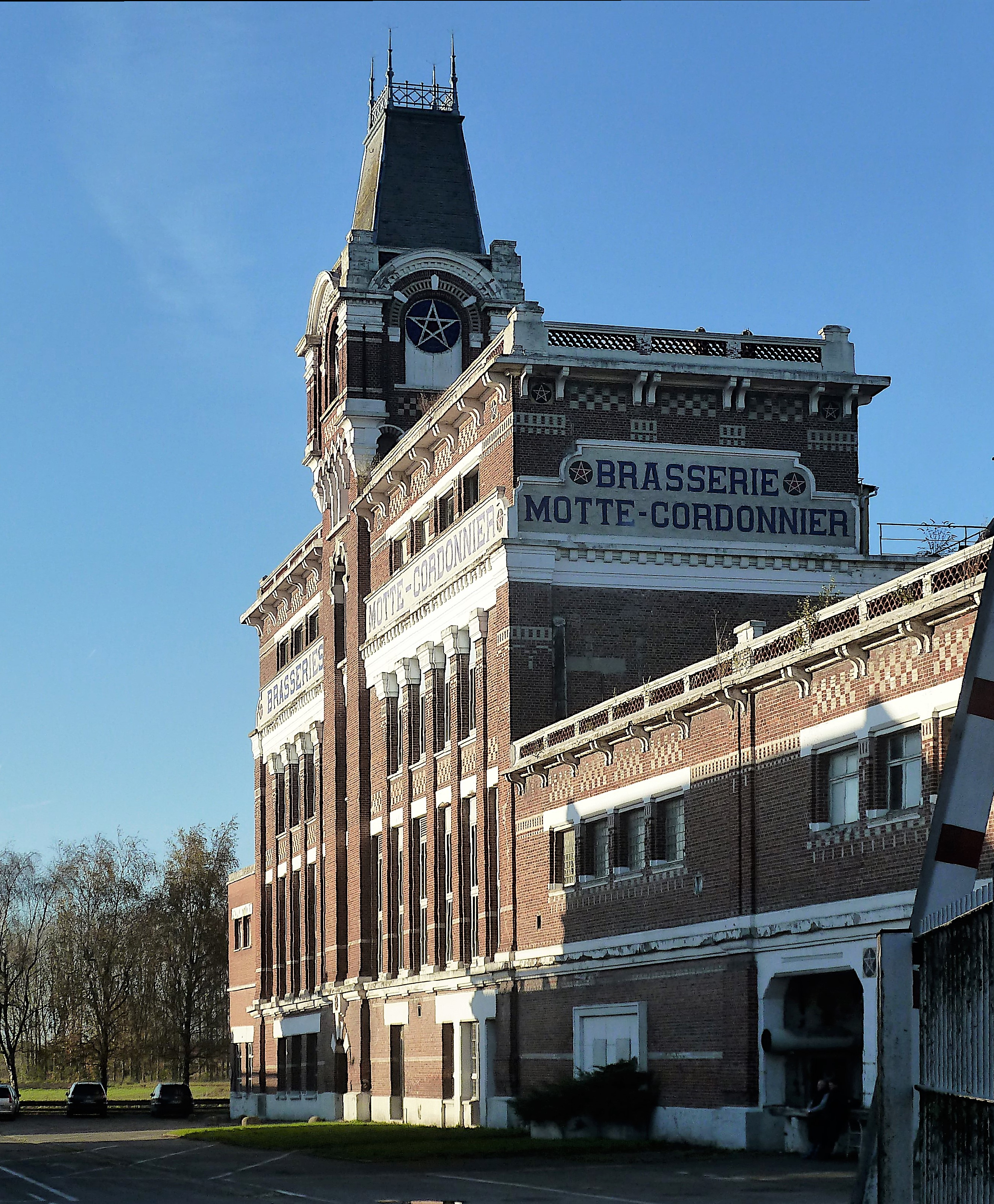
啤酒厂旧址
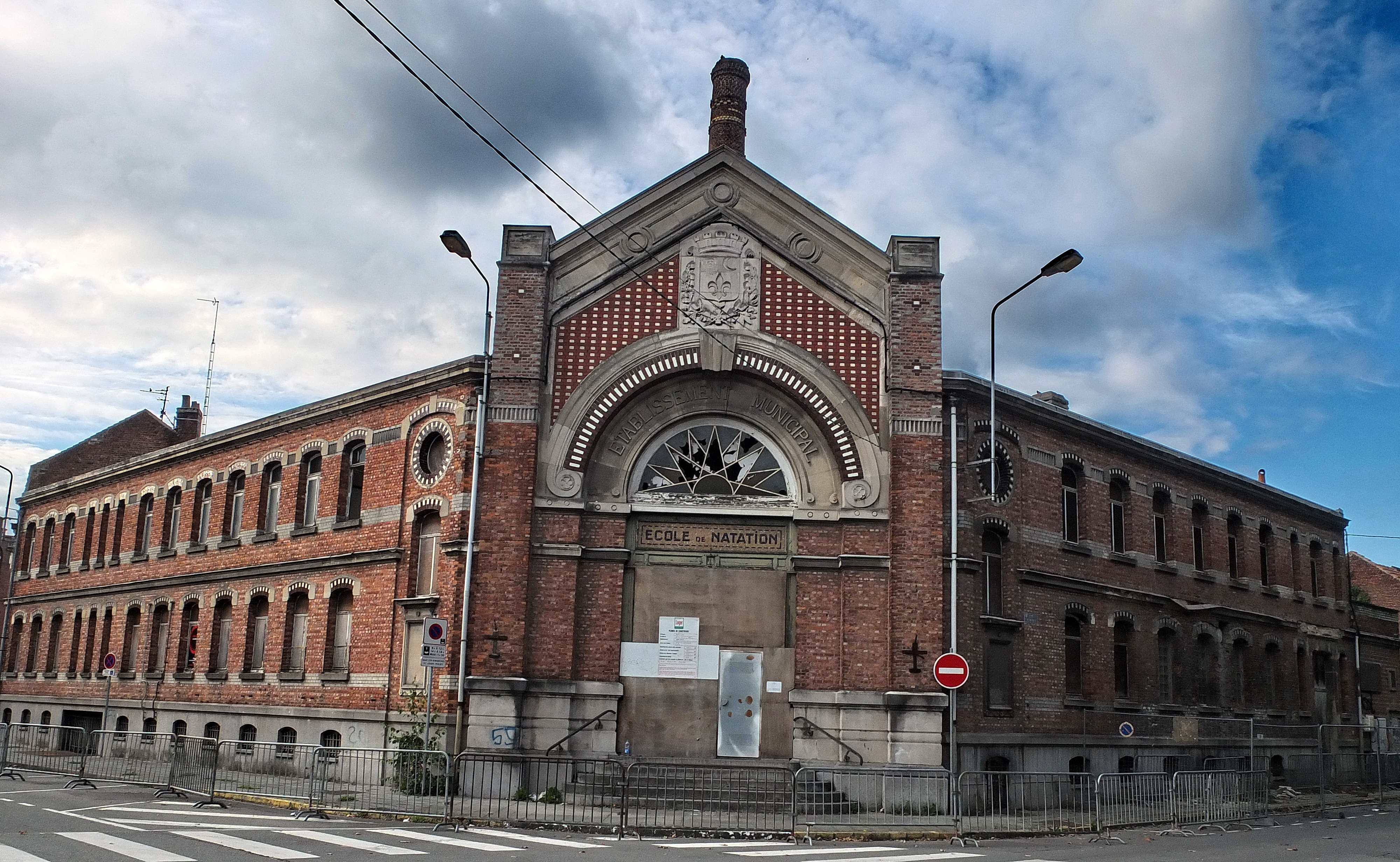
国立游泳学校-公共浴池（法语：Schwimmschule mit öffentlichem Bad und Waschhaus (Armentières)）旧址
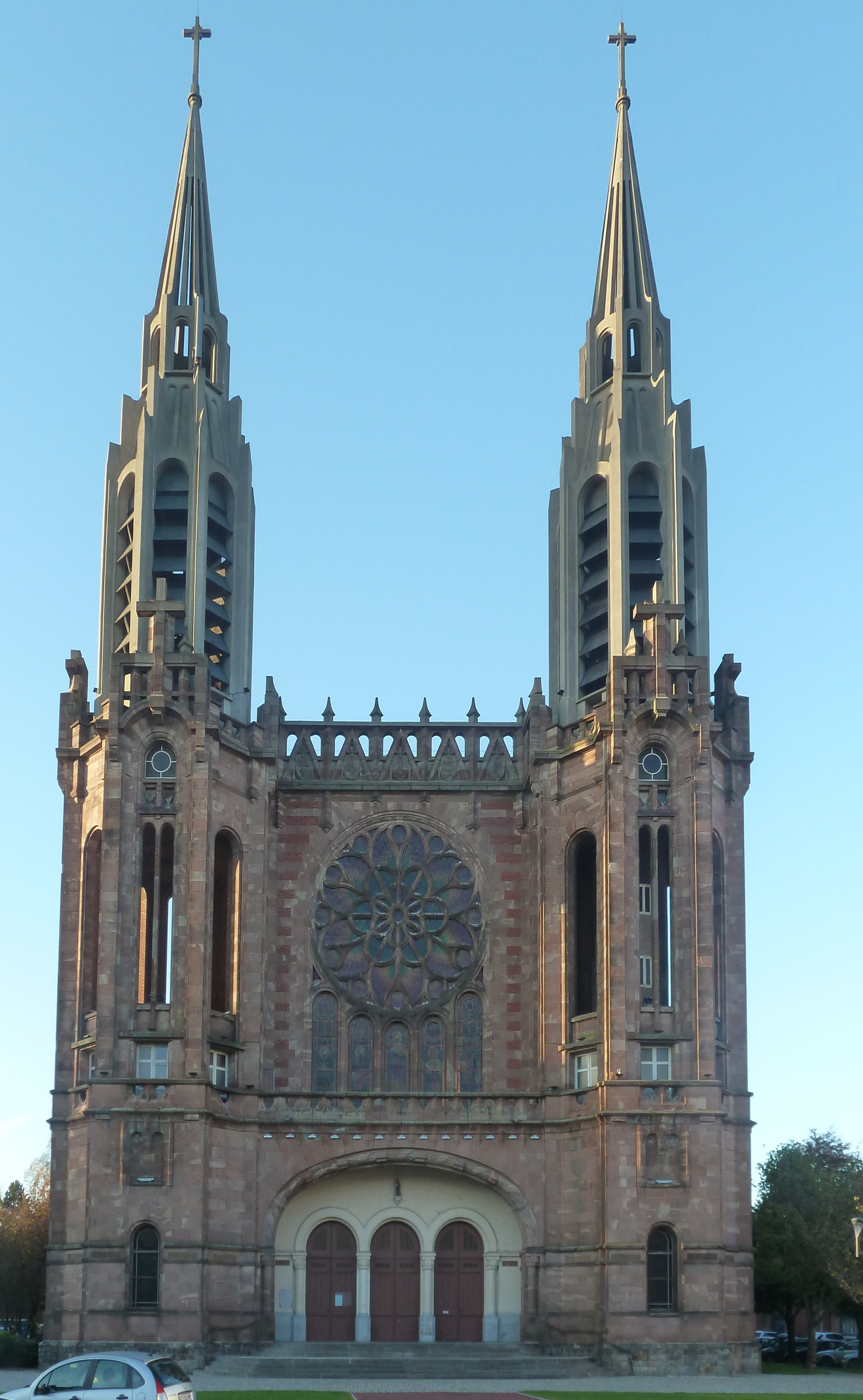
圣心圣母教堂
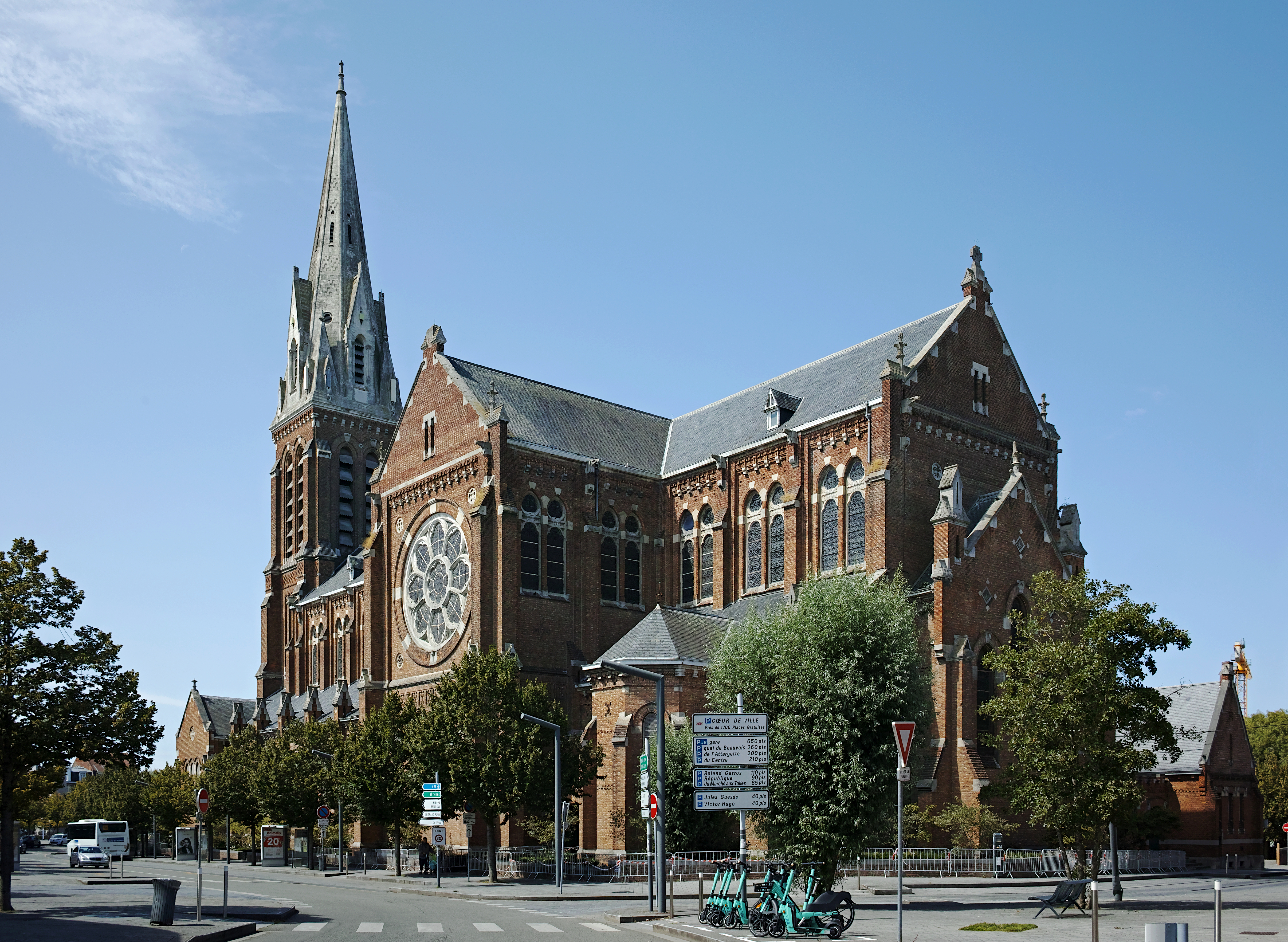
圣瓦教堂
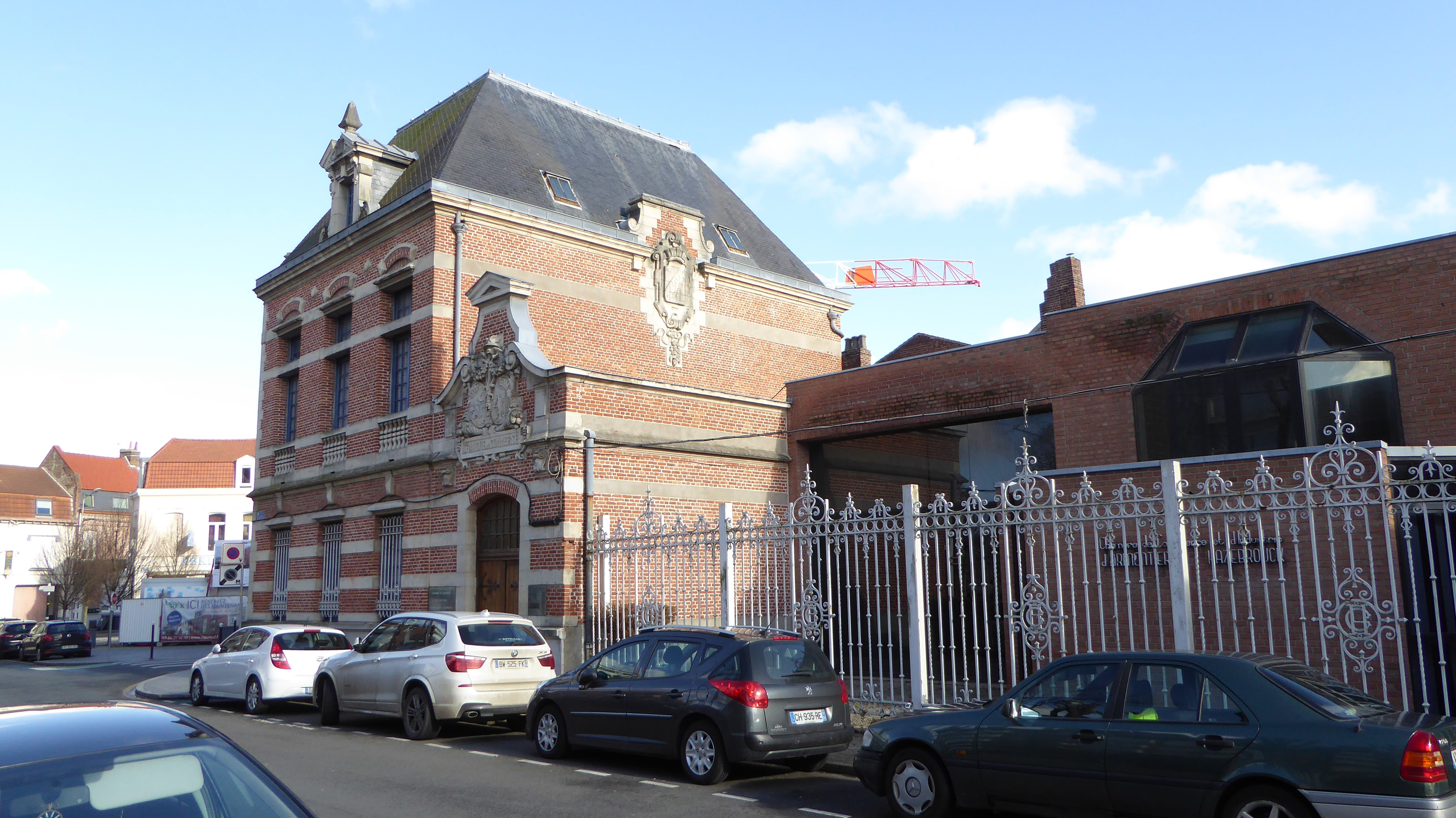
工商会
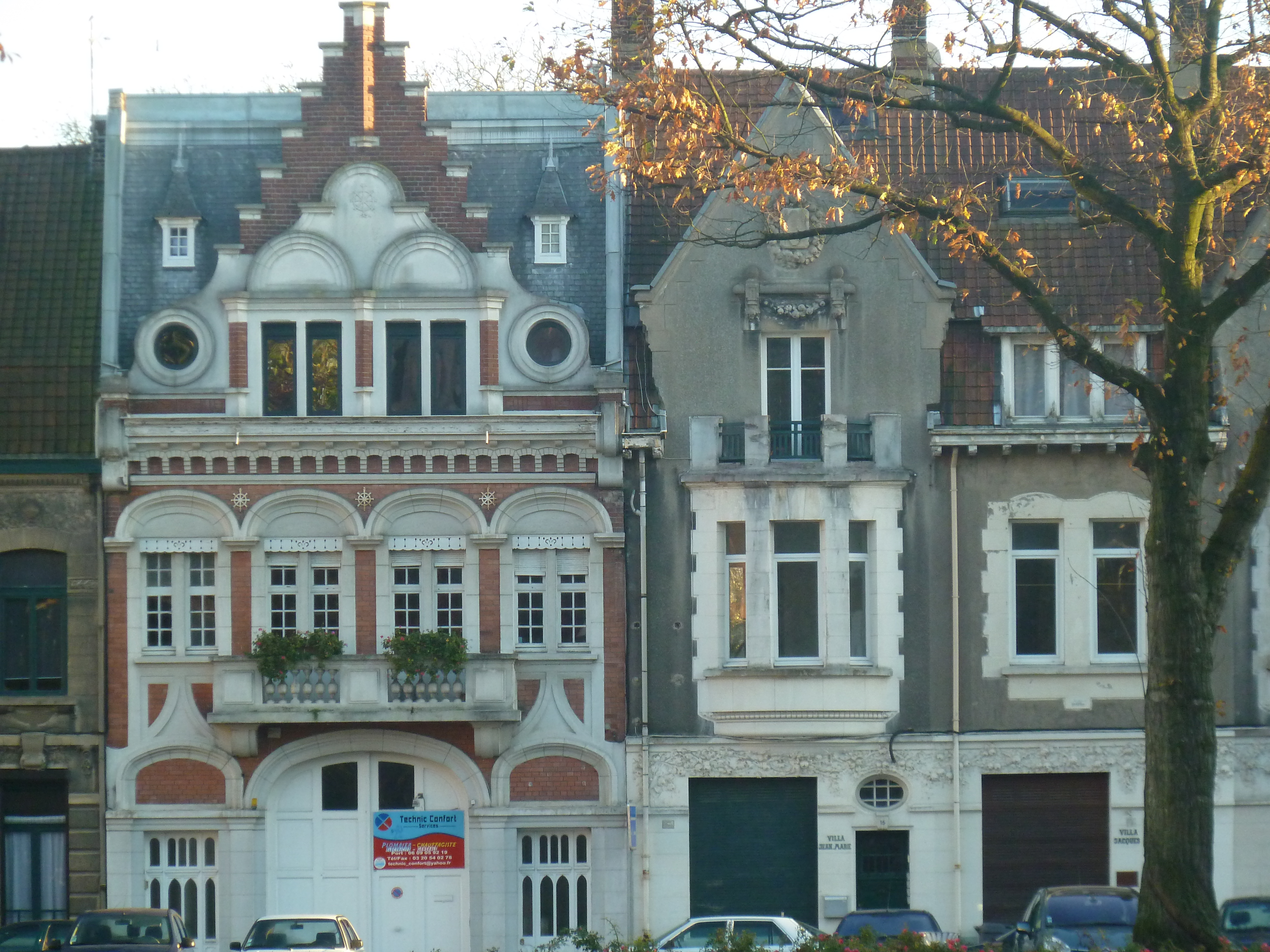
传统民居

### 旅游
阿尔芒蒂耶尔的旅游事务由其所属的里尔欧洲都会区负责。2023年，阿尔芒蒂耶尔境内共有1家酒店共计20间房间。

### 媒体
法国主要的媒体均可在阿尔芒蒂耶尔接收，法国电视三台下属的上法兰西大区频道在部分时段播出阿尔芒蒂耶尔所在北部省的地方新闻。《北部之声》、《自由周刊》、蓝色法兰西北部广播、BFM大里尔电视台等是当地主要的地方性媒体。

## 相关人物
法国作家朱利安·勒克莱尔、保罗·加登、自行车运动员阿梅代·富尼耶、足球运动员朱尔·范多伦和演员丹尼·伯恩出生于阿尔芒蒂耶尔。

## 友好城市
截至2023年11月，阿尔芒蒂耶尔共与三座城市建立了友好城市关系：
- 德国 哈茨山麓奥斯特罗德
- 英国 斯泰利布里奇
- 捷克 利托梅日采